# 拉吉约尼耶尔
拉吉约尼耶尔（法語：La Guyonnière，法語發音：[la ɡɥijɔnjɛʁ]）是法国卢瓦尔河地区大区旺代省的一个旧市镇，属于永河畔拉罗什区。2019年，拉吉约尼耶尔与临近的4个市镇合并为新市镇蒙泰居旺代。

## 地理
拉吉约尼耶尔（46°57'56"N, 1°14'59"W）面积22.84 平方千米，位于法国卢瓦尔河地区大区旺代省，该省份为法国西部沿海省份，北起大西洋卢瓦尔省和曼恩-卢瓦尔省，西临大西洋，南至滨海夏朗德省，东部及东南部与德塞夫勒省接壤。
与拉吉约尼耶尔接壤的市镇（或旧市镇、城区）包括：拉布瓦西耶尔-德蒙泰居、蒙泰居、圣乔治德蒙泰居、圣伊莱尔德卢莱、特雷兹塞普捷。

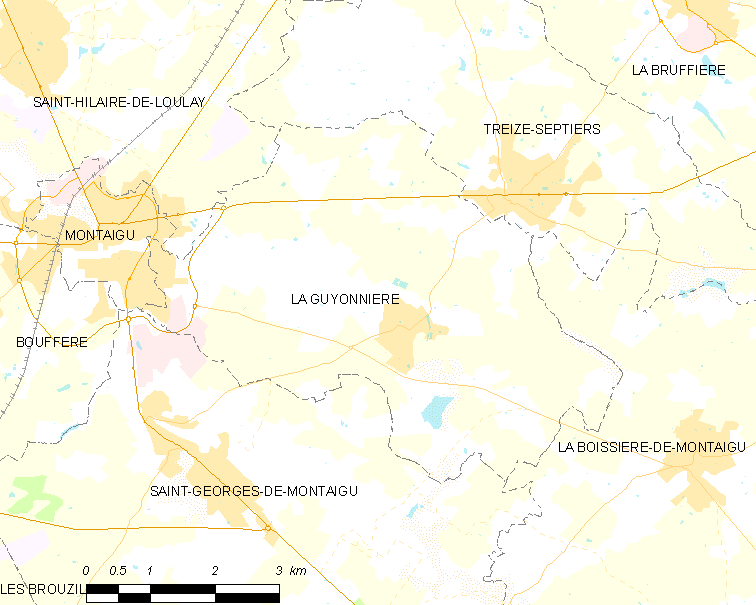
拉吉约尼耶尔的OSM定位图

拉吉约尼耶尔的时区为UTC+01:00、UTC+02:00（夏令时）。

## 行政
拉吉约尼耶尔的邮政编码为85600，INSEE市镇编码为85107。

## 政治
拉吉约尼耶尔所属的省级选区为蒙泰居旺代县。

## 人口

1962-2008年间拉吉约尼耶尔人口变化图示

拉吉约尼耶尔于2018年1月1日时的人口数量为2753人。